# Casa de la Caritat de Barcelona
La Casa de la Caritat és un conjunt d'edificis situat als carrers de Montalegre i de Valldonzella al barri del Raval de Barcelona, catalogat com a bé cultural d'interès local. El Pati Manning  allotja el Centre d'Estudis i Recursos Culturals (CERC) de la Diputació de Barcelona, i per les festes de la Mercè s'hi fa l'exposició dels Gegants del Corpus. El Pati de les Dones acull el Centre de Cultura Contemporània de Barcelona, i hi ha també l'edifici de la Facultat de Comunicació i Relacions Internacionals Blanquerna de la Universitat Ramon Llull.

## Història
El 1362, les monges Canongesses de Santa Maria de Montalegre o de l'Alegria, que s'havien instal·lat a la Conreria el 1265, van construir un monestir a la cantonada dels carrers de Montalegre i Valldonzella de Barcelona. El 1593, seguint les directrius del Concili de Trento, el papa Climent VIII va suprimir aquesta comunitat, i el monestir passà a ser el Seminari Conciliar de Nostra Senyora de Montalegre o Col·legi Tridentí, que obriria les seves portes el 1598. Entre 1736 i 1749, el convent fou totalment reedificat al voltant d'una església i un claustre, conegut com a Pati Manning en honor de Robert Manning, un dels benefactors.
Arran de l'expulsió dels jesuïtes per Carles III el 1767, el Col·legi de Betlem de la Rambla va quedar uns anys abandonat, i després es va fer servir amb finalitats militars, fins que el governador civil va ordenar que es destinés a crear una institució correccional, i el 1772 s'hi traslladà el seminari. Aleshores, l'edifici passà a mans públiques com a seu d'un hospici depenent de la veïna Casa de la Misericòrdia, que havia quedat petita i hi va traslladar la seva població masculina. El 1802, el rei Carles IV aprovà la independència d'aquest establiment masculí, erigint-se en una nova institució anomenada Reial Casa de Caritat, que començà les seves tasques assistencials i de beneficència a partir de 1803 per a poder hostatjar «captaires, fatus, decrèpits, vagabunds, anormals», etc. d'altres indrets del país i, fins i tot, de l'estranger. Entre 1804 i 1832 es procedí a la primera ampliació del conjunt, d'autor desconegut, que avui conforma la gran façana del carrer de Montalegre. El 1829 hi varen entrar a treballar les Carmelites de la Caritat en qualitat de personal d'atenció als acollits, fins al 1880, quan varen esser substituïdes per les Filles de la Caritat, arribades un any abans.
Amb la promulgació de la Llei de Beneficència Pública (1852), la Reial Casa de Caritat fou traspassada a la Diputació de Barcelona, passant  a ser coneguda com a Casa Provincial de Caritat. El 1855, el mestre d'obres Narcís Nuet va projectar l'edifici d'impedides i distingides, una interessant construcció al carrer d'en Ferlandina, avui desapareguda. Durant la dècada del 1860, hi intervingué l'arquitecte Josep Oriol Mestres, completant obres ja endegades i redactant un nou projecte ordenador que mai es dugué a terme.
A partir de llavors, la institució només acolliria població provinent de la demarcació de Barcelona per tal de solucionar els problemes de saturació de les seves instal·lacions. A més, se n'aconseguí millorar l'organització, establint una redistribució racional dels asilats en funció de les seves edats i característiques especials: pàrvuls i quatre seccions diferents per als infants, departament de malalts mentals, de malalts crònics i invàlids, de malalts contagiosos, infermeries, sala d'operacions, farmàcia, etc. També es van millorar el règim d'alimentació i les normes d'higiene, i es normalitzà l'ensenyament primari per als nens. Al llarg del segle xix, acolliria activitats productives d'autoproveïment molt diverses i realitzades pels mateixos asilats, per la qual comptava amb uns tallers que servien tant per a vestir i alimentar els asilats, com per formar els interns més joves, que hi feien d'aprenents per tal de conèixer oficis a desenvolupar un cop abandonaven la institució. S'hi produïen, entre d'altres matèries, galetes, pa, fideus, sèmola, xocolata, cotó, agulles, ceràmica, espelmes, espardenyes, roba, fusteria, ebenisteria i serralleria. Un dels tallers més importants i rendibles va ser l'escola-impremta, que el 1913 obtingué la concessió de l'edició del Butlletí Oficial de la Província i, posteriorment, la Gaseta Municipal, la Revista Jurídica de Catalunya, i els butlletins del Centre Excursionista i de l'Ateneu Barcelonès, com també nombrosos llibres de l'Institut d'Estudis Catalans i de l'Acadèmia de Bones Lletres.
Entre 1926 i 1929, l'arquitecte Josep Goday, amb la col·laboració de Francesc Canyelles, que realitzà els esgrafiats i mosaics, s'encarregà de remodelar part del conjunt, donant-li un caire noucentista. Durant el període de la Generalitat republicana (1932-1936), la Casa de Caritat va dependre exclusivament del govern català i la casa passà a denominar-se Casa d'Assistència President Francesc Macià. També hi hagué l'impremta de la Casa de la Caritat, que imprimí tots els DOGC republicans. Després de la Guerra Civil, tornà a estar sota la tutela de la Diputació. El 1957, la institució fou traslladada a les noves Llars Mundet a la Vall d'Hebron, quedant els antics edificis en desús.
El 1986, els arquitectes Andreu Bosch, Josep Maria Botey i Lluís Cuspinera restauraren el Pati Manning per a instal·lar-hi el Centre d'Estudis i Recursos Culturals (CERC) de la Diputació de Barcelona. El 1989, en el marc del projecte Del Liceu al Seminari, incorporat al PERI del Raval, el consorci format per l'Ajuntament de Barcelona i la Diputació aprovà la instal·lació del nou Centre de Cultura Contemporània de Barcelona (CCCB). Els arquitectes Helio Piñón i Albert Viaplana (amb la col·laboració de Ricard Mercadé) foren els encarregats del projecte, que comportà la desaparició dels cossos de la banda meridional als carrers de Montalegre i d'en Ferlandina, on es va construir el MACBA. Les obres començaren el 1991 i s'acabaren el 1993, encara que el CCCB no obriria les seves portes fins al 25 de febrer del 1994. La intervenció combinà la rehabilitació dels exteriors que restaren dempeus amb la creació d'espais nous, i va ser guardonada amb els premis d'arquitectura FAD i Ciutat de Barcelona del 1993.

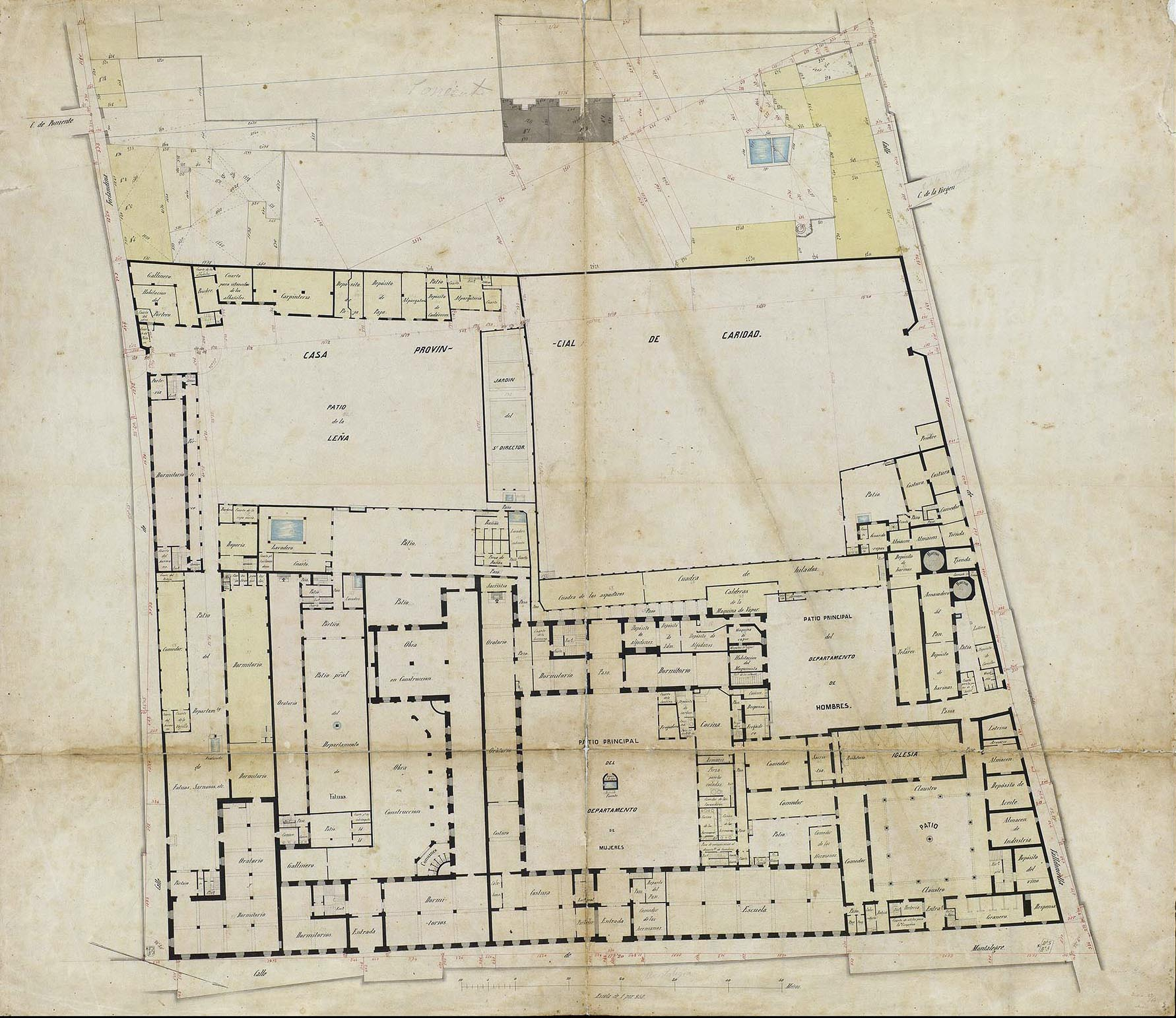
Quarteró núm. 77 de Garriga i Roca (c. 1860)

## Descripció

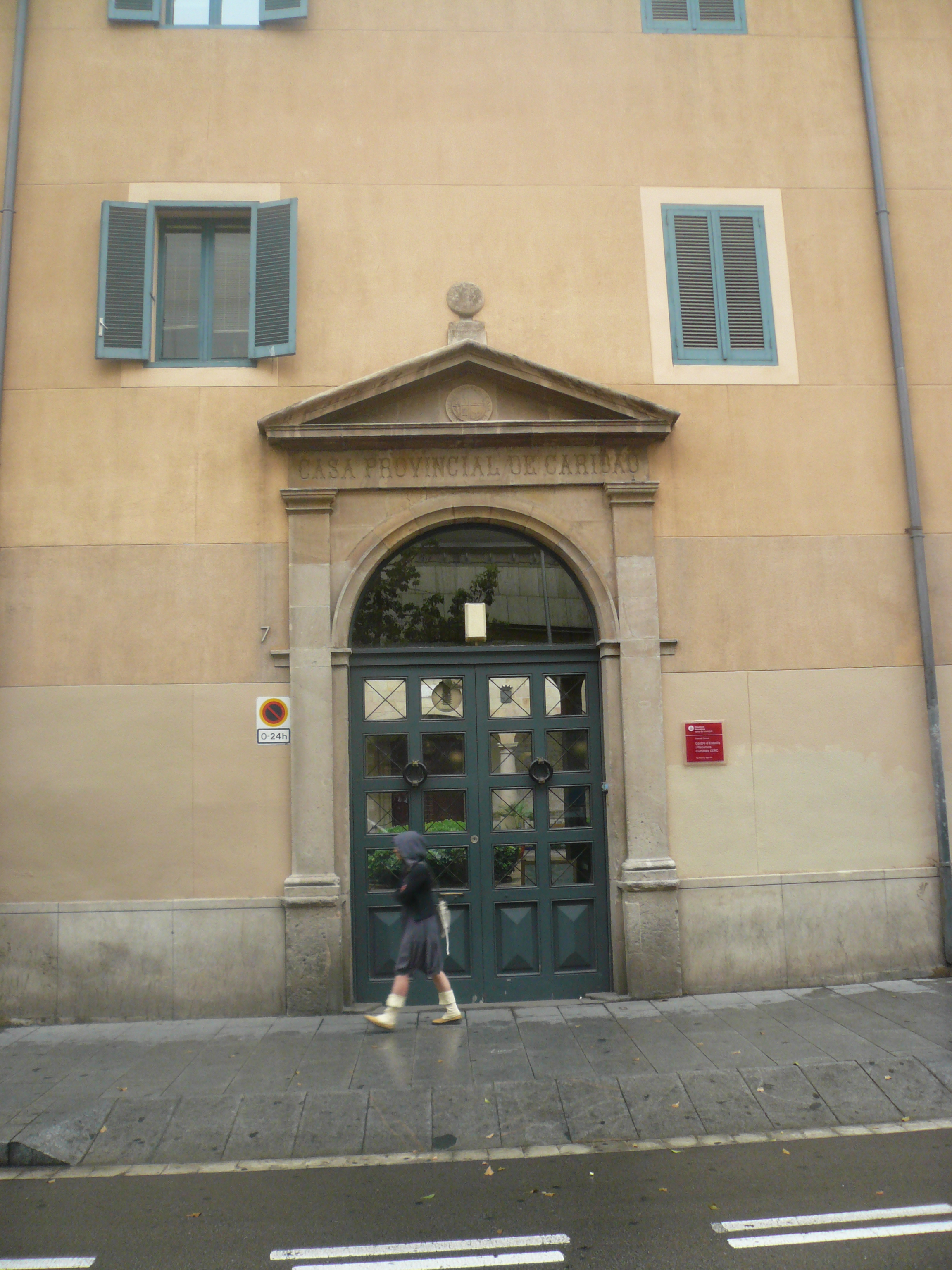
Portal d'entrada al Pati Manning

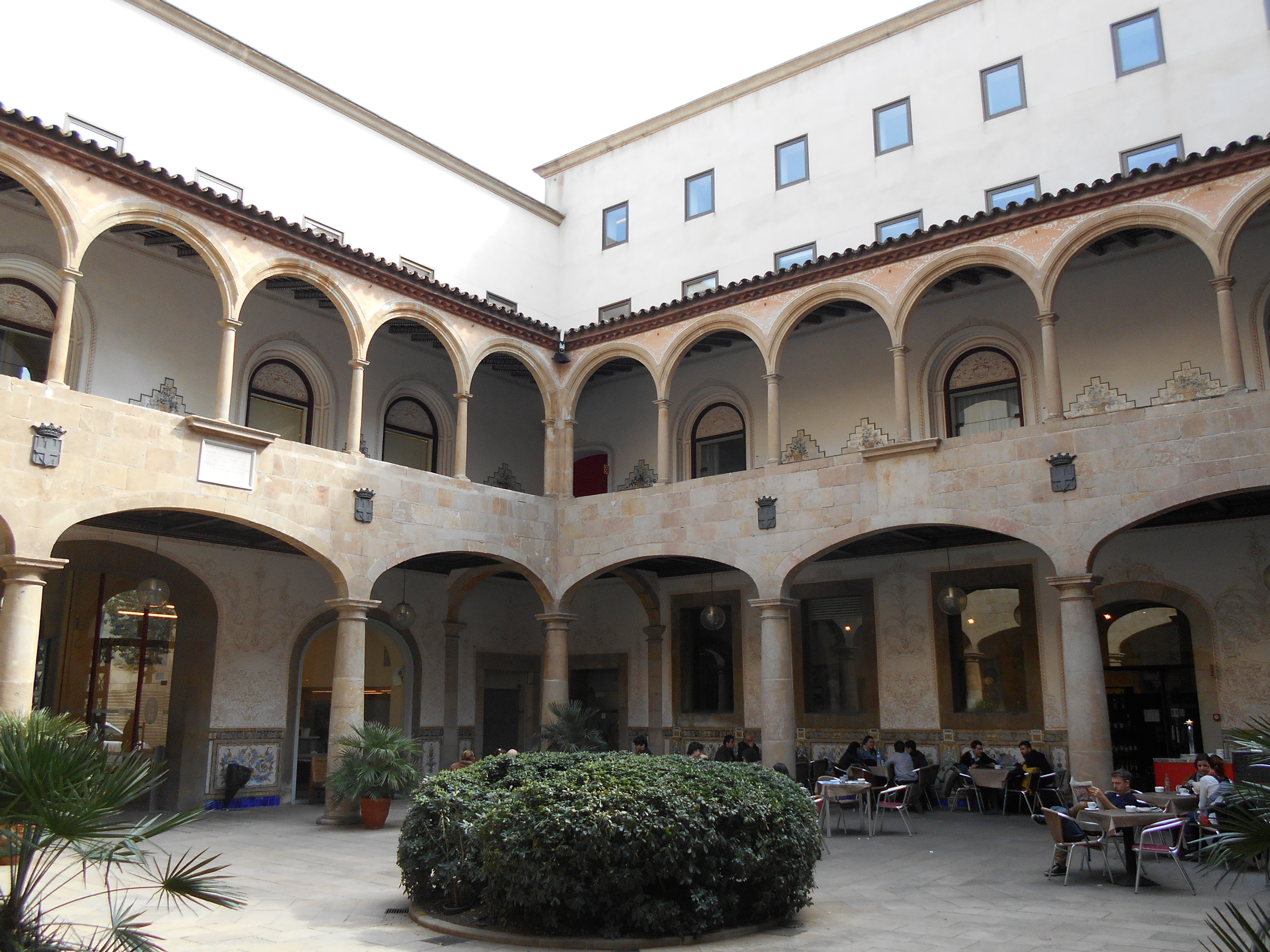
Pati Manning

### Pati Manning
És un edifici de planta baixa, dos pisos i coberta de teulada a doble vessant. L'austera façana, revestida de morters i amb les finestres ben alineades en eixos verticals, acull el portal principal, acabat en pedra i consistent en un arc de mig punt emmarcat per dues pilastres toscanes que sostenen un entaulament i un frontó triangular amb un escut. Creuant aquesta porta i la crugia que la comprèn s'accedeix a un doble claustre barroc definit per quatre galeries que l'envolten. El claustre inferior presenta arcs escarsers de gran llum que reposen sobre potents columnes toscanes, mentre el superior està configurat per una delicada galeria d'arcs de mig punt sobre columnelles toscanes. Els murs de totes les galeries es presenten revestits amb arrimadors ceràmics de plàstica neobarroca i amb rics esgrafiats a base de gerros, volutes i fulles d'acant. També cal destacar el treball decoratiu que recullen els forjats de cadascuna de les galeries. Els dos claustres es comuniquen per mitjà d'una gran escala de pedra coberta amb voltes de mocador, a l'angle septentrional del claustre. La galeria occidental del claustre serveix d'atri a l'església de Santa Maria de Montalegre.
Prop de l'entrada hi ha una escultura de Joan Serra (1879), dedicada a la Caritat.

### Pati Vidal o de les Dones
És una edificació que comprèn semisoterrani, planta baixa, dos pisos i golfes sota coberta a doble vessant. Mentre la resta de murs es presenten revestits de morter, el semisoterrani i el cos que emmarca l'entrada principal es presenten acabats en grans carreus regulars de pedra de Montjuïc. Totes les obertures estan emmarcades, també, amb llindes i muntants de pedra sense ornaments. El portal principal, consistent en un ampli arc pla, presenta grans carreus encoixinats i és coronat per un escut de la casa reial espanyola parcialment destruït. Dues mènsules de traç neoclàssic recullen el pes visual de les dues grans pilastres que recorren verticalment la façana per remarcar-ne l'accés principal i contrarestar-ne l'horitzontalitat general. Els elements decoratius de la façana es concentren al voltant de les obertures a base d'esgrafiats en forma de rams de fulles d'acant, volutes, sanefes gregues i garlandes florals. Sobre el portal principal, l'esgrafiat representa a la Caritat entronitzada, flanquejada per dos infants i homenatjada per dues noies desvalgudes, un ancià i un malalt. Les façanes afrontades al MACBA i la plaça de Joan Coromines són resultat dels enderrocs de la dècada del 1990 i adoptaren les mateixes característiques que la façana principal, però sense ornamentacions esgrafiades.
Creuant aquesta porta i la crugia que la segueix, s'accedeix a un gran pati estructurat en tres ales de cinc pisos d'alçada disposades en forma d'«U». Les façanes estan profusament ornamentades amb esgrafiats realitzats per Francesc Canyelles, col·laborador de Goday, a base de canelobres, rams de fulles d'acant, volutes i garlandes florals. També és de Canyelles l'arrimador de majòlica policromada que recorre el pati amb sanefes i rams florals, flanquejant cartel·les amb textos educatius i moralitzants.

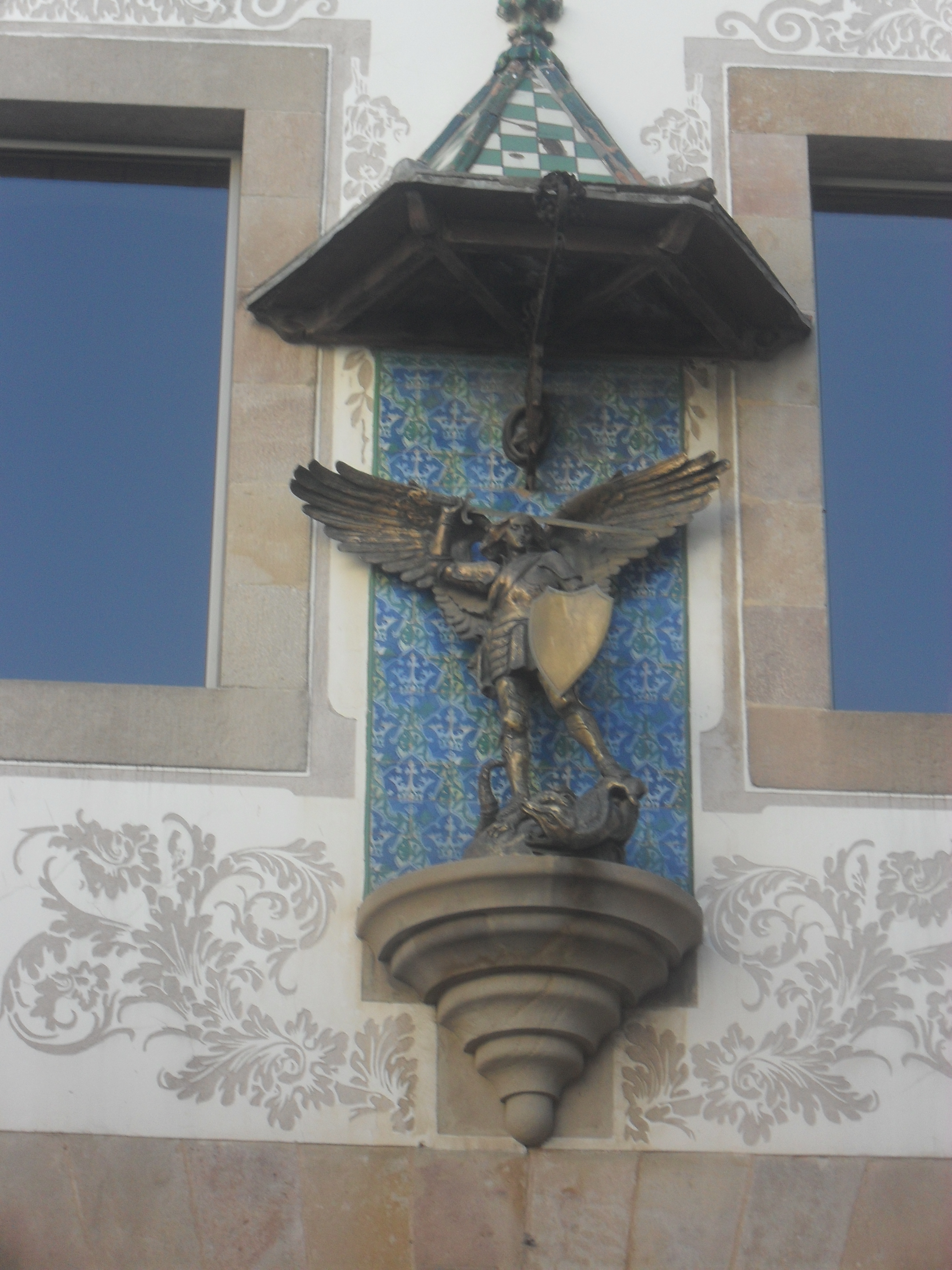
Fornícula amb la imatge de Sant Miquel

Damunt el portal que mena vers la plaça de Joan Coromines hi ha una fornícula revestida en ceràmica de colors i coronada per un pinacle també ceràmic que acull una delicada imatge en bronze daurat de l'arcàngel Sant Miquel.
Els tres cossos que formen el pati allotgen a les plantes baixa i primera la recepció del CCCB, les oficines, la botiga, el restaurant i les aules, i al soterrani i a les plantes segona i tercera, sengles sales d'exposicions, d'uns 1.200 m². La darrera reforma substituí l'ala septentrional per un cos prismàtic de 30 m d'alçada tancat per una façana vidrada que en la seva part més alta s'inclina sobre el pati, a manera de voladís que reflecteix com un mirall el perfil marítim de la ciutat. Aquest nou element serveix com a zona de trànsit (vestíbuls, ascensors, escales). Com a obra nova també destaca el gran vestíbul situat sota el pati; un ampli espai de 730 m² que serveix d'entrada principal i espai polivalent per a l'organització d'esdeveniments.